# Sufragio femenino en Turquía

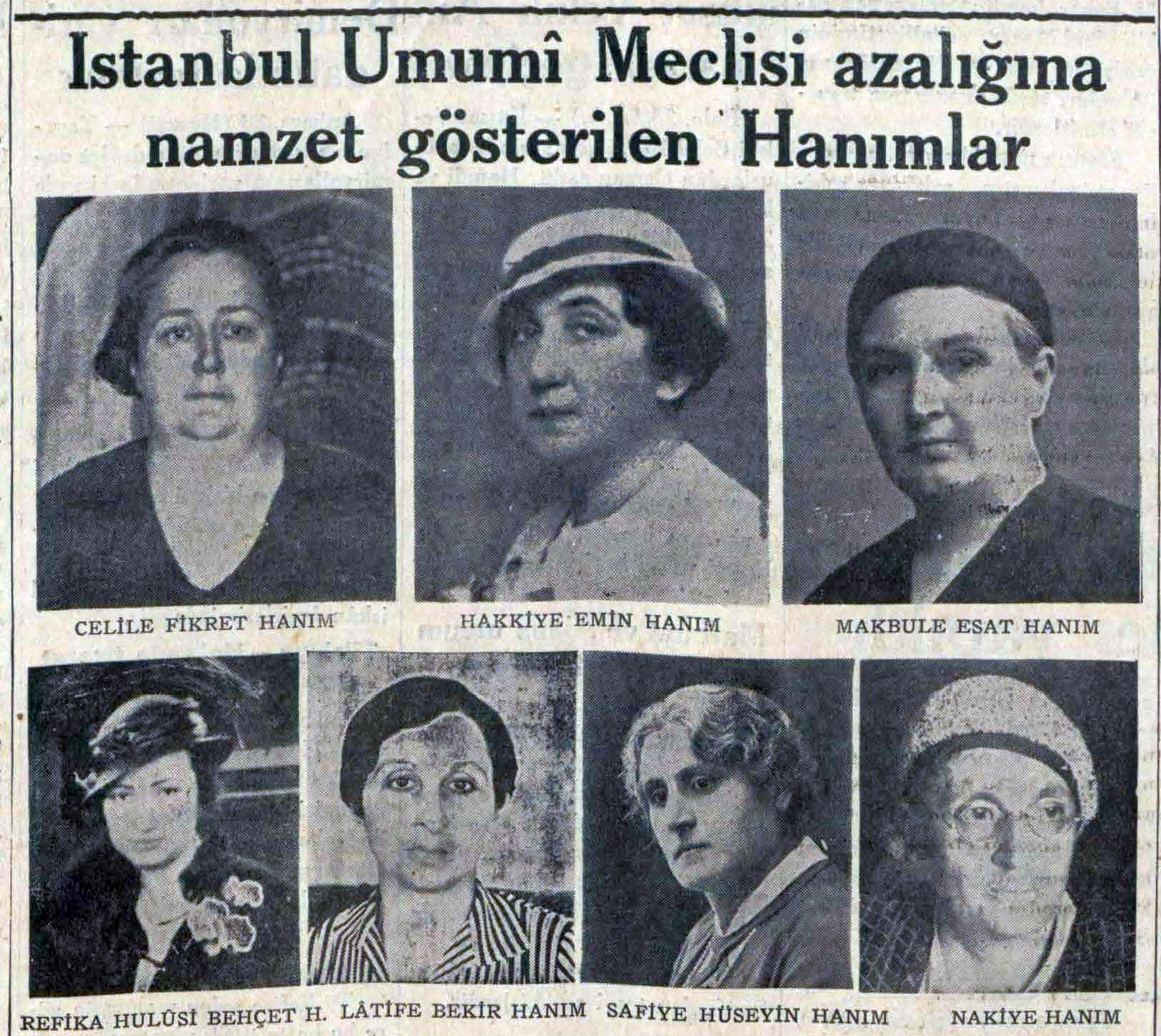
Mujeres designadas como candidatas en las salas de la Asamblea General de Estambul, según el periódico Vakit del 24 de septiembre de 1934.

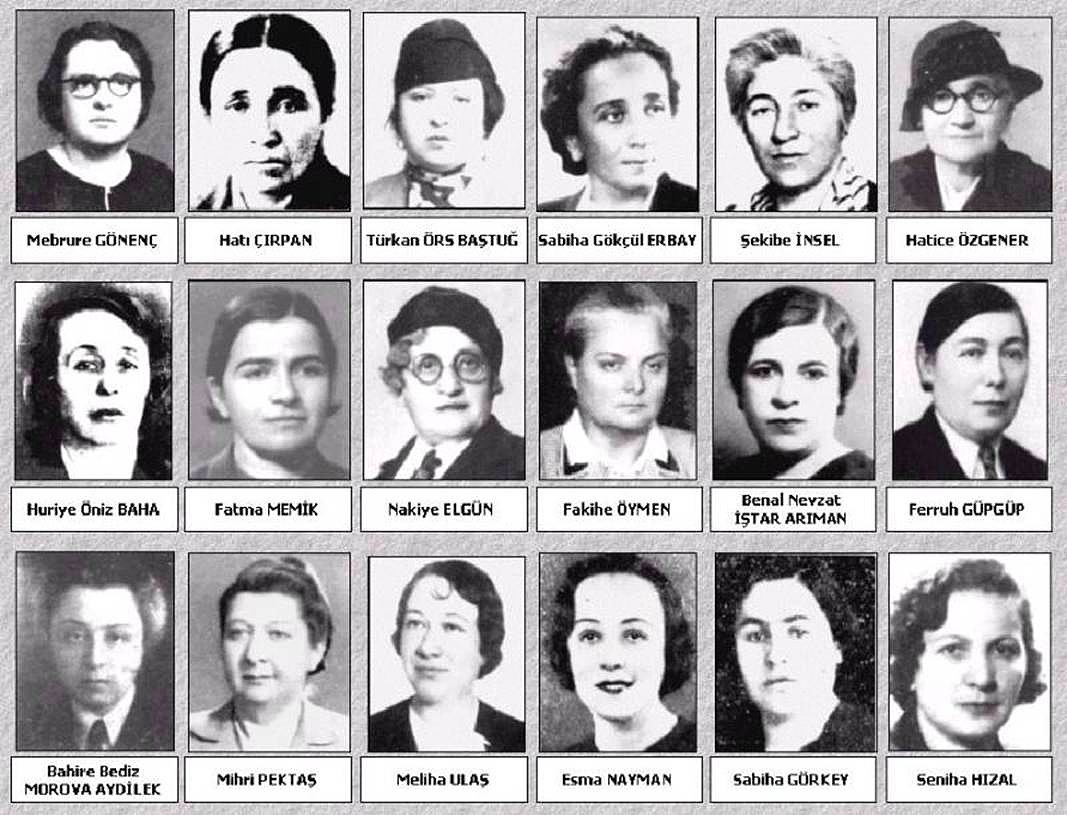
Las primeras parlamentarias elegidas por la Gran Asamblea Nacional de Turquía en las elecciones generales del 8 de febrero de 1935.

El reconocimiento del derecho de las mujeres a elegir y ser elegidas se refiere a la adopción de las disposiciones legales necesarias para que las mujeres obtuvieran derechos políticos en Turquía durante la década de 1930. La conquista del derecho de las mujeres a participar en la vida política constituye una de las reformas de Atatürk en el ámbito social.
A través de una serie de leyes promulgadas a partir de 1930, se otorgó a las mujeres el derecho a participar en las elecciones municipales, posteriormente a ocupar cargos de alcaldesas en aldeas y a ser elegidas para los consejos de ancianos. Su derecho a votar y a ser elegidas como miembros del parlamento fue reconocido mediante la modificación de la Constitución y la Ley Electoral el 5 de diciembre de 1934.

## El derecho al voto y a ser elegida en las elecciones municipales
El derecho de las mujeres a votar y postularse en las elecciones municipales fue reconocido el 3 de abril de 1930 con la adopción del Código Municipal.
Las mujeres ejercieron sus derechos políticos por primera vez en las elecciones municipales de 1930. Las elecciones se llevaron a cabo desde principios de septiembre hasta el 20 de octubre. Entre las mujeres que lograron ingresar a los consejos municipales se encuentran Hasane Nalan y Benal Nevzat Hanım, candidatas del Partido Republicano del Pueblo (CHF) en las elecciones de Esmirna, así como Rana Sani Yaver (Eminönü), Seniye İsmail Hanım (Beykoz), Ayşe Remzi Hanım (Beyoğlu), Nakiye Hanım (Beyoğlu) y Latife Bekir Hanım (Beyoğlu) quienes fueron candidatas del CHF en las elecciones de Estambul.
En estas elecciones, Sadiye Hanım fue elegida alcaldesa de la localidad de Kılıçkaya en el distrito de Yusufeli de la provincia de Artvin, siendo la "primera mujer alcaldesa de Turquía". La primera mujer en ser elegida alcaldesa provincial en Turquía asumió su cargo tras la transición al sistema político multipartidista. Müfide İlhan quien fue electa para el Consejo Municipal de Mersin junto con otros 27 miembros en las elecciones locales del 3 de septiembre de 1950, fue la primera mujer en ocupar el cargo de alcaldesa provincial.

## El derecho a elegir y ser elegida comomuhtar
Con la promulgación de la Ley N.º 2329 del 26 de octubre de 1933 que modificó el artículo 20 de la Ley de Aldeas, se otorgó a las mujeres el derecho a ser elegidas como muhtares (jefas de aldea) y a integrar los comités locales.
Gül Esin, quien ganó las elecciones con aproximadamente 500 votos en la aldea de Demirdere (actualmente distrito de Karpuzlu) en el distrito de Çine de la provincia de Aydın, fue la primera mujer muhtar de la República de Turquía.

## El derecho a elegir y ser elegida diputada
Las mujeres en Turquía dieron el primer paso hacia la obtención de escaños parlamentarios en 1923. Este avance se reflejó en su intento de fundar el primer partido político femenino «Partido Popular de la Mujer» bajo el liderazgo de Nezihe Muhiddin en 1923. Sin embargo, debido a las disposiciones de la Ley Electoral de 1909, este intento no prosperó y el Partido Popular de la Mujer se transformó en una asociación denominada Unión de Mujeres de Turquía.
Durante la preparación de la Constitución de 1924 se debatió la posibilidad de conceder a las mujeres el derecho a elegir y ser elegidas como miembros del parlamento. Sin embargo, la propuesta no fue aprobada ya que en la asamblea general de la Gran Asamblea Nacional de Turquía prevaleció la opinión de que estos derechos debían concederse exclusivamente a los hombres.
El cambio legal necesario se produjo en 1934 como resultado de una propuesta presentada por el primer ministro İsmet İnönü y 191 diputados para modificar la Constitución y la Ley Electoral. La propuesta fue discutida en el parlamento el 5 de diciembre de 1934 y en la votación fue aprobada por unanimidad con los votos de los 258 diputados presentes en la sesión de un parlamento compuesto por 317 miembros. Se modificaron los artículos 10 y 11 de la constitución, estableciendo que todas las mujeres adquirían el derecho a votar a los 22 años y a ser elegidas a los 30 años. En el marco de estas enmiendas constitucionales los derechos reconocidos fueron regulados en la Ley Electoral mediante las modificaciones introducidas en la Ley sobre la Elección de Diputados (İntibah-ı Mebusan Kanunu) el 11 de diciembre de 1934.
Tras la aprobación de la ley el 7 de diciembre de 1934, la Unión de Mujeres de Turquía organizó un gran mitin de celebración en la Plaza Beyazıt de Estambul, seguido de una marcha desde Beyazıt hasta Taksim.
Las primeras elecciones generales en Turquía en las que participaron mujeres fueron las elecciones legislativas para la V Legislatura de la Gran Asamblea Nacional de Turquía celebradas el 8 de febrero de 1935. En estas elecciones 17 mujeres fueron elegidas diputadas y ocuparon escaños en la Gran Asamblea Nacional de Turquía. Con la elección de la maestra jubilada Hatice Özgener como diputada de Çankırı en las elecciones parciales celebradas a principios de 1936 para cubrir escaños vacantes, el número de diputadas mujeres en el parlamento se elevó a 18.